# حنور
الحِنَّوْر أوالعصفور الفأري أو الكولي (الاسم العلمي: Colius) هو جنس من الطيور يتبع فصيلة الحنوريات. أنواعه المعروفة سبعة جميعها من طيور المناطق الإفريقية الحارة. تعيش جماعات متفاوتة العدد. تألف الأدغال وتتسلق الأشجار بخفة وتعدو بين الأعشاب كالفئران مما دعا إلى نعتها بالعصافير الفأرية. أثوابها إلى الرمدة. ريش ظهورها وبطونها وأفانيكها دقيق قصير ناعم حريري الملمس. قوتها الثمار والبذور والزمعات والنوامي. تُدَثّن عشها في الأشجار والأدغال الشائكة. تحبكها بالألياف والحشائش وكثيرًا ما تقيمها الواحد قرب الآخر فتبدو كالصفوف المتتابعة.

## أنواع طائر الحنور
- حنور مخطط
- حنور أبيض المحاسر
- حنور أحمر الظهر
- حنور أبيض الظهر